# Liste der denkmalgeschützten Objekte in Hochfilzen
Die Liste der denkmalgeschützten Objekte in Hochfilzen enthält die 5 denkmalgeschützten, unbeweglichen Objekte der Gemeinde Hochfilzen.

## Denkmäler
| Foto  |                 | Denkmal                                                                                     | Standort                                      | Beschreibung | Metadaten |
| ----- | --------------- | ------------------------------------------------------------------------------------------- | --------------------------------------------- | --- | --- |
| ja    | Datei hochladen | Kath. Pfarrkirche Unsere Liebe Frau Maria Schnee HERIS-ID: 55430 Objekt-ID: 64081 TKK: 5939 | bei Dorf 24 Standort KG: Hochfilzen           | Die Kirche wurde 1745 nach Plänen von Bernhard Sacherpacher anstelle eines Vorgängerbaus aus dem 17. Jahrhundert errichtet, 1880/81 und 1928–1931 innen umgestaltet und 1960/61 erweitert. Dabei wurde das barocke Langhaus zum Altarraum und der rund schließende Chor zur Sakristei umgestaltet und im Süden ein neues Langhaus angebaut. Langhaus und Altarraum sind mit einer flachen Holzdecke versehen. Die Betonglasfenster an der Westseite wurden 1961 nach einem Entwurf von Josef Widmoser von der Tiroler Glasmalerei und Mosaik Anstalt geschaffen. | BDA-Hist.: Q38065533 Status: § 2a Stand der BDA-Liste: 2025-06-30 Name: Kath. Pfarrkirche Unsere Liebe Frau Maria Schnee GstNr.: .5 Pfarrkirche Unsere Liebe Frau Maria Schnee, Hochfilzen |
| ja BW | Datei hochladen | Friedhof mit Friedhofskapelle HERIS-ID: 76263 Objekt-ID: 89819 TKK: 142341, 49524, 49523    | bei Dorf 24 Standort KG: Hochfilzen           | Der Friedhof schließt südöstlich an die Pfarrkirche an. Die Aufbahrungshalle wurde 1960 nach Plänen von Walter Petrej erbaut und 1974 umgestaltet. Der Bau über rechteckigem Grundriss mit über dem Eingang vorgezogenem und von Pfeilern gestütztem Zeltdach weist Wandgemälde und Sgraffiti von 1963 auf. Südöstlich steht ein Nischenbildstock mit geschweiftem, holzschindelgedecktem Satteldach, dessen Nische mit Malereien von Toni Kirchmayr um 1950 geschmückt ist.                                                                                     | BDA-Hist.: Q38143039 Status: § 2a Stand der BDA-Liste: 2025-06-30 Name: Friedhof mit Friedhofskapelle GstNr.: 27                                                                           |
| ja    | Datei hochladen | Kriegerdenkmal HERIS-ID: 76265 Objekt-ID: 89821 TKK: 49525                                  | Dorf 24, in der Nähe Standort KG: Hochfilzen  | Das Kriegerdenkmal wurde 1974 errichtet, es besteht aus zwei Stelen aus Konglomeratstein in Kreuzform, mit eingeschnittenen Kreuzen. | BDA-Hist.: Q38143063 Status: § 2a Stand der BDA-Liste: 2025-06-30 Name: Kriegerdenkmal GstNr.: 26                                                                                          |
| ja    | Datei hochladen | Bildstock, Grieß-Kapelle HERIS-ID: 76273 Objekt-ID: 89829 TKK: 5912                         | nordöstlich Liftweg 3 Standort KG: Hochfilzen | Der Bildstock stammt vom Ende des 19. - Anfang des 20. Jahrhunderts. Hinter einer vergitterten Öffnung Nische befindet sich eine Lourdesgrotte. | BDA-Hist.: Q38143108 Status: § 2a Stand der BDA-Liste: 2025-06-30 Name: Bildstock, Grieß-Kapelle GstNr.: 484                                                                               |
| ja    | Datei hochladen | Sgraffito HERIS-ID: 76267 Objekt-ID: 89823 TKK: 49528                                       | Schulgasse 2 Standort KG: Hochfilzen          | Am Kindergartentrakt des Schulgebäudes befindet sich ein Sgraffito aus der Erbauungszeit (1963–1965) mit Darstellungen von Bildungsszenen. | BDA-Hist.: Q38143087 Status: § 2a Stand der BDA-Liste: 2025-06-30 Name: Sgraffito GstNr.: .256, 53/11                                                                                      |